# Тъмни сенки
„Тъмни сенки“ (на английски: Dark Shadows) е американски ужас-драматична комедия, базиран на едноименния сериал от периода 1966 – 1971 г.
Режисьор е Тим Бъртън, и е с участието на Джони Деп в ролята на Барнабас Колинс, 200-годишен вампир, който е бил затворен в ковчег, но след два века е освободен и се връща обратно в имението си, което сега е обитавано от проблемните му потомци. Барнабас също така се опитва да върне доброто име на семейството си и да „съживи“ семейния бизнес — рибната фабрика, но не е лесна работа, защото се сблъсква с жената, която преди време го е превърнала във вампир — Анджелик Бушард, изиграна от Ева Греен. Мишел Пфайфър влиза в ролята на братовчедката на Барнабас — Елизабет Колинс Стодард, отшелник матриарх на семейство Колинс.

## Сюжет
Историята в „Тъмни сенки“ се завърта около семейство Колинс, което в средата на 18 век се мести от Ливърпул в Новия свят и започва доходоносен риболовен бизнес. За зла беда младият наследник Барнабас Колинс успява да преспи точно с Анджелик – единствената прислужница, която е и вещица. След като отхвърля любовта ѝ и се насочва към невинно изглеждащата Жозет, Барнабас си навлича омразата на Анджелик и скоро се оказва превърнат в чудовище, което селяните оковават в ковчег, заровен дълбоко под земята. Всичките му близки, разбира се, са предварително избити от развилнялата се вещица. Два века по-късно, през 1972 за по-точно, група неблагоразумни работници изравят ковчега и срязват веригите, което освобождава вежливият вампир, който се извинява на човешкия добитък преди да му изсмуче кръвчицата. Барнабас се завръща в семейното имение, където открива последните останки от рода Колинс, който се ръководи от Елизабет Колинс Стодард. Семейният бизнес тъне в руини, защото не друга, а самата Анджелик продължава да командва парада в района и е развила печеливш бизнес за консервиране на риба. Очевидно настава време за решителен сблъсък, който ще реши съдбата на семейство Колинс и ще сложи край на противопоставянето между някогашния господар и бившата му прислужница.

## Актьорски състав
- Джони Деп – Барнабас Колинс, вампир от 18 век, завърнал се в 20-и.
- Мишел Пфайфър – Елизабет Колинс Стодард, семейния матриарх.
- Хелена Бонам Картър – д-р Джулия Хофмън, семейният психиатър, наета да се справи с вярата на Дейвид в призраци.
- Ева Греен – Анджелик Бушард, отмъстителна вещица, превърнала във вампир Барнабас.
- Джаки Ърл Хейли – Уили Ломис, пазачът на имението.
- Джони Лий Милър – Роджър Колинс, братът нехранимайко на Елизабет.
- Бела Хичкот – Виктория Уинтърс, бавачката на Дейвид; Хитчкот играе и ролята на Жозет дю Прес, любовта на Барнабас.
- Клоуи Грейс Морец – Каролин Стодард, дъщеря на Елизабет.
- Гъливер Макграт – Дейвид Колинс, 10-годишния син на Роджър.
- Рей Шърли – г-жа Джонсън, прислужница в имението.
- Кристофър Лий – Силас Кларни, „кралят“ на рибарите.
- Алис Купър – себе си.
- Иван Кай – Джошуа Колинс, баща на Барнабас.
- Сузана Капеяро – Наоми Колинс, майка на Барнабас.
- Уилям Хоуп – Бил, шериф на Колинспорт.